# 東京環境工科専門学校
東京環境工科専門学校（とうきょうかんきょうこうかせんもんがっこう）は、 学校法人東京環境工科学園が運営する専修学校。

## 所在地
- 東京都墨田区江東橋3-3-7

## 設置学科
環境保全専門課程
- 自然環境保全学科 2年
- 高度自然環境管理学科 4年

## 沿革

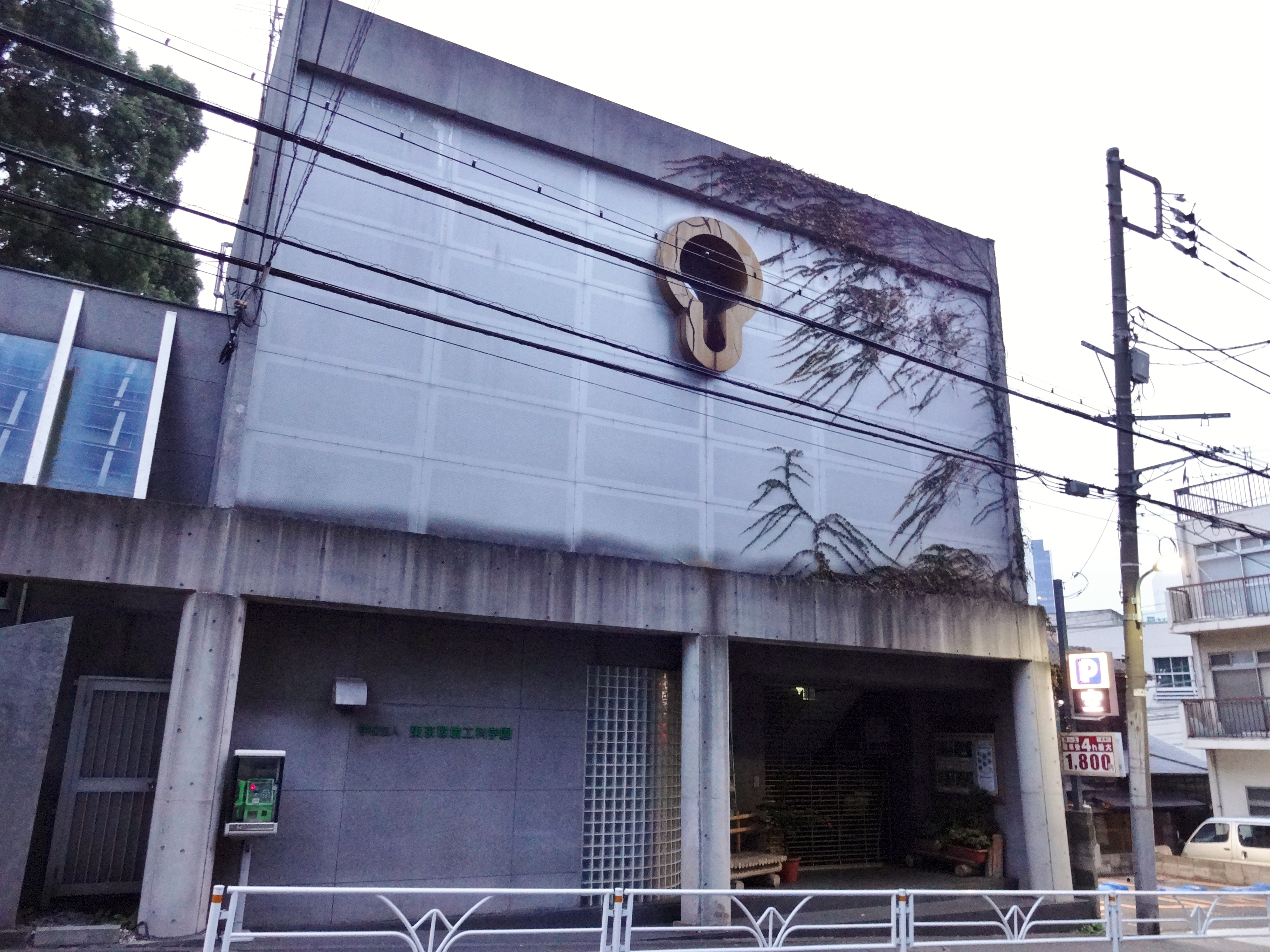
渋谷区にあったときの東京環境工科専門学校（2012年11月）

- 1994年 - 自然環境保全技術者養成の個人立専門学校として渋谷区に開校。建築エコロジー科を設置。
- 1998年 - 学校法人東京環境工科学園として認可取得。
- 1999年 - 建築エコロジー科を自然環境保全学科に科名変更。
- 2000年 - 野生生物調査学科を新設。
- 2012年 - 野生生物調査学科を野生動物保護管理学科に科名変更。
- 2013年 - 校舎を墨田区江東橋に移転。
- 2014年 - 高度自然環境管理学科を新設。
- 2015年 - 野生動物保護管理学科を自然環境保全学科に統合。